# Сергеевский сельсовет (Новосибирская область)
Серге́евский сельсове́т — сельское поселение в Кыштовском районе Новосибирской области.
Административный центр — село Сергеевка.

## География
Территория поселения общей площадью — 338,62 км². Расположено на расстоянии 635 километров от областного центра и 32 километра от районного центра, а также в 200 километрах от ближайшей железнодорожной станции Чаны.

## История
Сергеевское сельское поселение (сельсовет) образовано в 1851 году.

## Население
| 2002 | 2007 | 2010 | 2012 | 2013 | 2014 | 2015 |
| ---- | ---- | ---- | ---- | ---- | ---- | ---- |
| 824  | ↘723 | ↘525 | ↘485 | ↘456 | ↘449 | ↘421 |
| 2016 | 2017 | 2018 | 2019 | 2020 | 2021 |      |
| ↘405 | ↘400 | ↘385 | ↘380 | ↘368 | ↘352 |      |

Этнический состав населения: русские, татары, эстонцы, латыши.

## Состав сельского поселения
| № | Населённый пункт | Тип населённого пункта       | Население |
| - | ---------------- | ---------------------------- | --------- |
| 1 | Альменево        | деревня                      | ↘115      |
| 2 | Бакейка          | деревня                      | ↘69       |
| 3 | Воскресенка      | деревня                      | ↘112      |
| 4 | Сергеевка        | село, административный центр | ↘229      |